# Peter Huth (Autor)
Peter Huth (* 29. Mai 1969 in Kleve) ist ein deutscher Journalist, Schriftsteller, Pressesprecher und Musikverleger. Er war Chefredakteur der Welt am Sonntag und ist seit 2019 Corporate Creative Director sowie seit 2024 Kommunikationschef bei Axel Springer.

## Leben
Nach einem Volontariat in Halle beim Mitteldeutschen Express ging Peter Huth 1992 zum Express nach Köln. 1997 wechselte er zur B.Z. Dort arbeitete er als Nachrichtenchef, ehe er 2001 zur Bild nach Hamburg ging und als Redaktionsleiter tätig war. 2004 wurde er stellvertretender Chefredakteur und 2008 Chefredakteur der B.Z. Ab 2014 war er zusätzlich Stellvertreter des Chefredakteurs von Bild. Anfang 2017 wurde er zum Chefredakteur der Welt am Sonntag berufen. 
Seit März 2019 verantwortet er als Corporate Creative Director konzernübergreifend die Veranstaltungen von Axel Springer. Seit März 2024 ist er zudem stellvertretender Sprecher des Deutschen Presserats. Im November 2024 wurde er Kommunikationschef von Axel Springer.
Huth hat mehrere Sachbücher und einen Roman veröffentlicht. Nach einem Herzinfarkt im Jahr 2002 schrieb er seine Erfahrungen in dem Buch (Infarkt. Eine Betriebsstörung) nieder. Als Autor wirkte er zudem gemeinsam mit Ulrich Waller und Benjamin von Stuckrad-Barre an der Revue 100 Jahre in 100 Minuten mit, welche 2015 zum 100. Geburtstag des Verlegers Axel Springer produziert wurde.
Huth ist Teilhaber des britisch-deutschen Musiklabels Giant Electric Pea und war Promoter und Tourmanager der Band IQ 2015 wirkte Huth als associate producer beim Film Subterranea mit.
Peter Huth ist verheiratet und hat zwei Kinder.

## Veröffentlichungen (Auszug)
- Infarkt. Eine Betriebsstörung. 2003. Neuauflage: Rowohlt, Reinbek 2005, ISBN 3-499-23802-0.
- Die Selbstbediener: Wer sich unser Geld einsteckt. 2005. Rowohlt Verlag, ISBN 3499620057
- Das Büro. 2007. Rowohlt Verlag, ISBN 3871345652
- Die letzten Zeugen: Der Auschwitz-Prozess von Lüneburg 2015. eine Dokumentation. 2015. Reclam, ISBN 9783150170885
- Berlin Requiem. 2014. Heyne Verlag. ISBN 3453676661
- Der Honigmann. 2024. Droemer ISBN 978-3-426-44982-0

## Ehrungen und Auszeichnungen
- 2004: Hamburger Förderpreis für Literatur
- 2012: Silberner Nagel für die Ost-West-Ausgabe der B.Z. (Chefredakteur: Peter Huth)[11]
- 2014: Lead Awards: Auszeichnung in der Hauptkategorie Zeitungen für die B.Z. Nr. 01 bis 356 – Die Seite-eins-Aufmacher (Chefredakteur: Peter Huth)[12]
- 2015: Auszeichnung vom Art Directors Club (ADC) in der Kategorie Zeitung – Cover (Chefredakteur: Peter Huth)[13]
- 2015: Lead Awards: Gold in der Hauptkategorie Zeitungen für die B.Z. und ihre Serie zum Auschwitz-Prozess – Jedes Wort zählt (B.Z. Nr. 111/2015 bis 191/2015) (Chefredakteur: Peter Huth)[14]
- 2016: Lead Awards für die B.Z. als Zeitung des Jahres (Chefredakteur: Peter Huth)[15]
- 2016: Chefredakteur des Jahres, 2. Platz Medium Magazin 2016[16]